# Autostrada Vientiane-Boten
L'autostrada Vientiane–Boten, chiamata anche in inglese China-Laos Expressway, è un'autostrada del Laos completata solo parzialmente tra la capitale Vientiane e la cittadina di Vang Vieng. È la prima autostrada ad essere costruita nel paese ed il suo tracciato segue a grandi linee il percorso della strada nazionale 13. Il progetto prevede che l'autostrada arrivi al valico di frontiera di Boten sul confine tra la Cina e il Laos e a lavori ultimati sarà lunga 440 km. Il percorso fa parte della Asian Highway 12 della rete delle strade trans-asiatiche.

## Storia
I lavori per la costruzione dell'autostrada sono stati divisi in quattro tronconi con i primi cantieri aperti nel dicembre del 2018. La previsione era di completare i lavori del primo lotto nel 2021 ma il primo troncone Vientiane-Vang Vieng di 109 km fu inaugurato in anticipo. L'apertura al traffico avvenne il 2 dicembre 2020 in occasione delle celebrazioni della festa nazionale con l'annuncio dell'esenzione dal pedaggio per i primi tre giorni per tutti gli utenti.
Con l'apertura del primo troncone i tempi di percorrenza tra Vientiane e Vang Vieng sono passati da 4 ore a 1 ora e 30 minuti e la distanza si è ridotta di 43 km rispetto al percorso della vecchia statale 13. Il limite di velocità è stato fissato a 100 Km/h per i tratti in pianura mentre per la sezione attraverso aree montuose il limite è di 80 Km/h. L'autostrada per il 95% è di proprietà della compagnia cinese Yunnan Construction and Investment Holding Group con il rimanente 5% in mano al governo laotiano. I costi di costruzione sono stati stimati in 1,2 miliardi di dollari e la gestione della riscossione dei pedaggi è stata affidata al costruttore con una concessione di 50 anni. Al momento dell'apertura la tariffa chilometrica era di 550 Kip/Km (€0,05/km).

## Tabella percorso

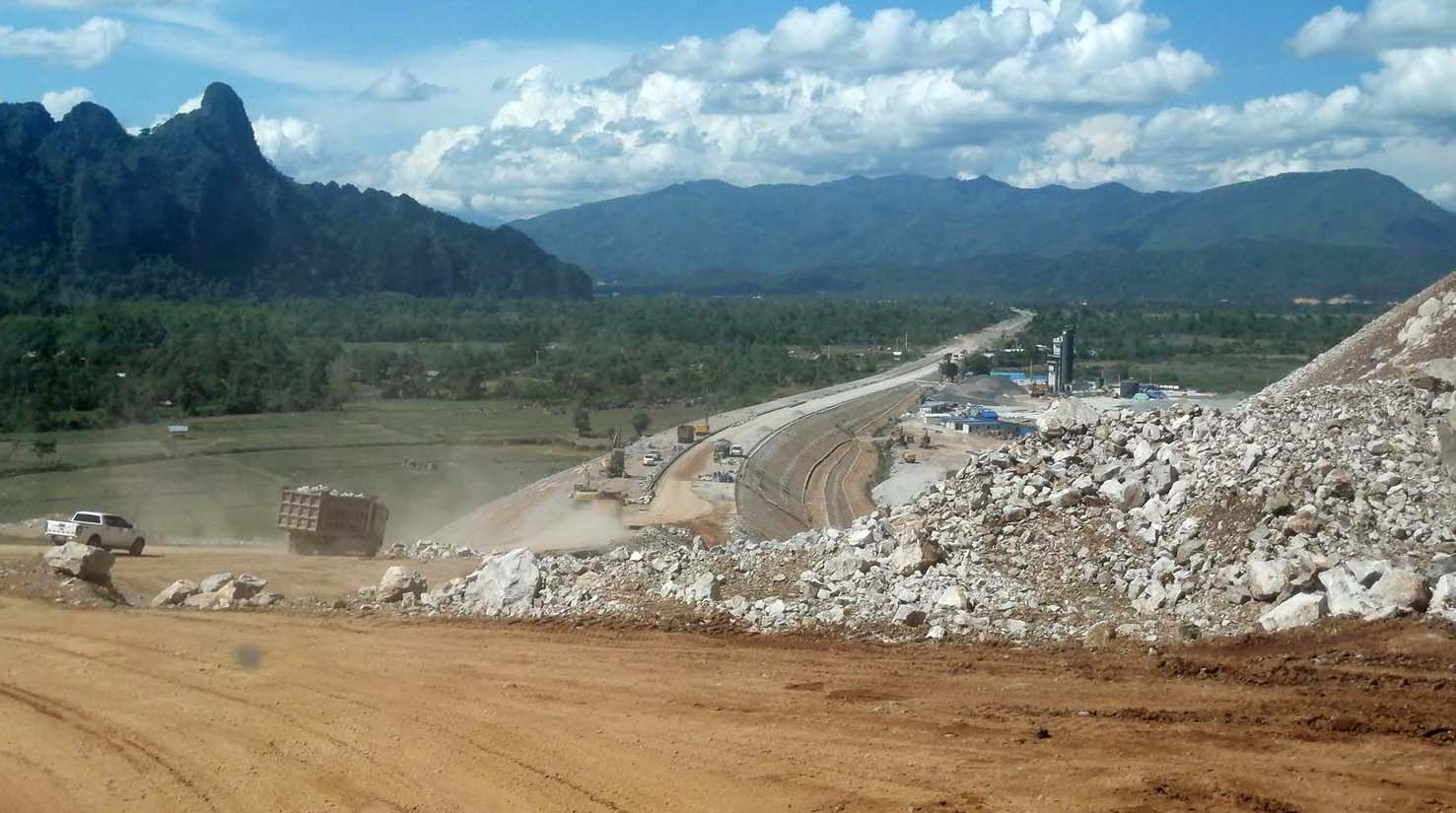
L'autostrada in costruzione nel 2020.

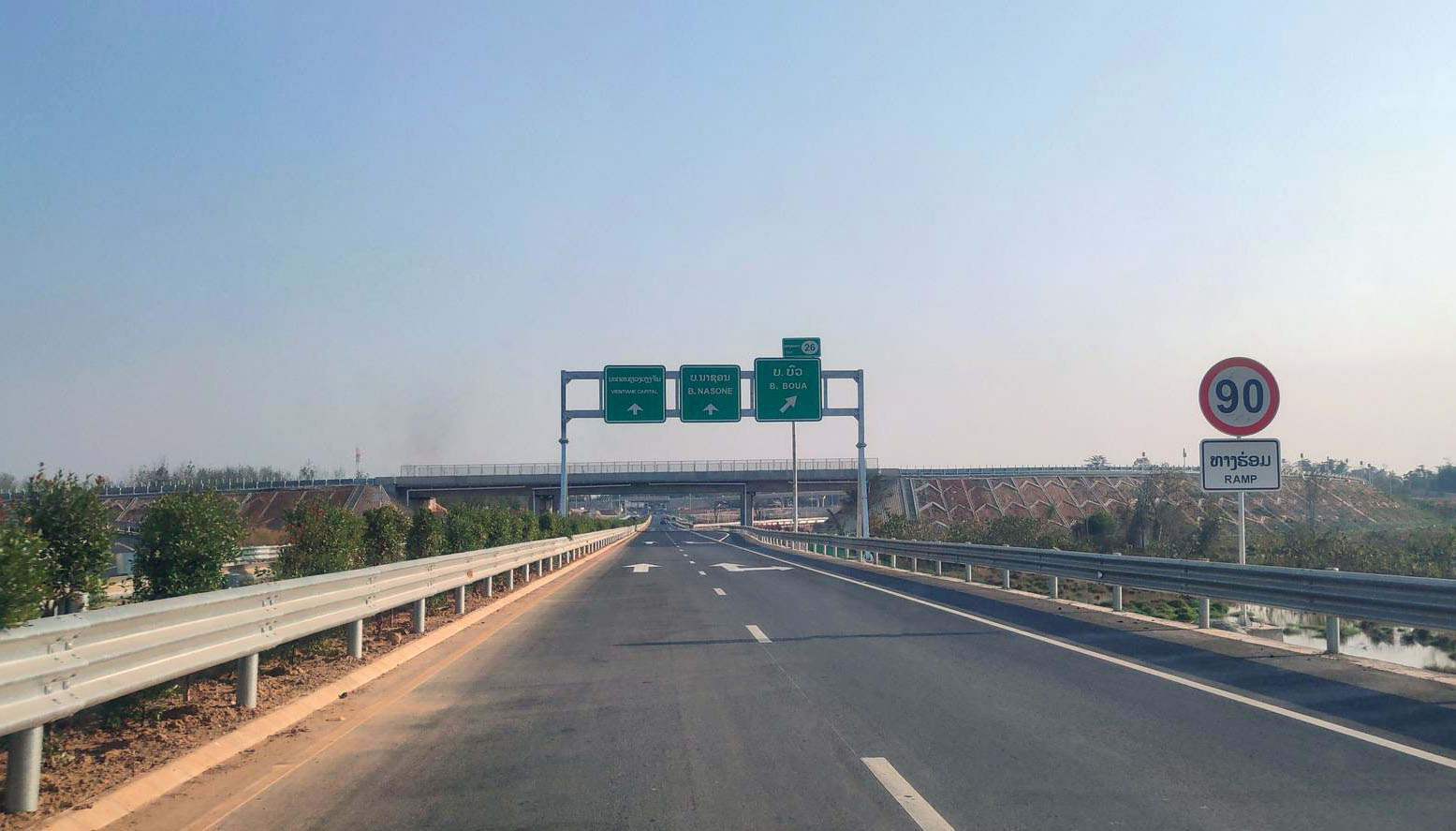
L'uscita di Ban Boua.

| Autostrada Vientiane-Vang Vieng |                                                               |       |      |                      |          |
| Tipo                            | Indicazione                                                   | ↓km↓  | ↑km↑ | Provincia            | Asiatica |
|                                 | SN13 per Vientiane Centro Tangenziale di Vientiane            | 0,0   | ..   | Prefettura Vientiane | AH12     |
|                                 | Barriera                                                      | ..    | ..   | Prefettura Vientiane | AH12     |
|                                 | Ban Nasone                                                    | 11    | ..   | Prefettura Vientiane | AH12     |
|                                 | Area di servizio in costruzione                               | ..    | ..   | Prefettura Vientiane | AH12     |
|                                 | Ban Boua                                                      | 26    | ..   | Prefettura Vientiane | AH12     |
|                                 | Ban Saka (Phonkham)                                           | 41    | ..   | Provincia Vientiane  | AH12     |
|                                 | Area di servizio in costruzione                               | ..    | ..   | Provincia Vientiane  | AH12     |
|                                 | Phonhong (Diga Nam Ngum)                                      | 56    | ..   | Provincia Vientiane  | AH12     |
|                                 | Galleria "Lao-China Friendship" (875m)                        | ..    | ..   | Provincia Vientiane  | AH12     |
|                                 | Hinherb                                                       | 74    | ..   | Provincia Vientiane  | AH12     |
|                                 | Lago Nam Ngum - Ban Vangkhi                                   | 93    | ..   | Provincia Vientiane  | AH12     |
|                                 | Vang Vieng - Strada nazionale 13 fine autostrada in esercizio | 108,5 | ..   | Provincia Vientiane  | AH12     |

## Lavori
| Lotto | Percorso                                         | Km    | Avanzamento         |
| ----- | ------------------------------------------------ | ----- | ------------------- |
| 1     | Vientiane – Vang Vieng                           | 108,5 | completato Dic 2020 |
| 2     | Vang Vieng – Luang Prabang                       | 136,9 | lavori in corso     |
| 3     | Luang Prabang – Oudomxay                         | 113,9 |                     |
| 4     | Oudomxay – Boten (Confine di Stato Laos - Cina ) | 100,7 |                     |